# Metropolia Foggia-Bovino
Metropolia Foggia-Bovino – jedna z 40 metropolii Kościoła Rzymskokatolickiego we Włoszech. Została erygowana 30 września 1986.

## Diecezje
- Archidiecezja Foggia-Bovino
  - Diecezja Cerignola-Ascoli Satriano
  - Diecezja Lucera-Troia
  - Archidiecezja Manfredonia-Vieste-S. Giovanni Rotondo
  - Diecezja San Severo